# Siriella tuberculum
Siriella tuberculum är en kräftdjursart som beskrevs av Nobuyuki Fukuoka och Murano 1996. Siriella tuberculum ingår i släktet Siriella och familjen Mysidae. Inga underarter finns listade i Catalogue of Life.